# Peyzieux-sur-Saône
Peyzieux-sur-Saône település Franciaországban, Ain megyében. Lakosainak száma 656 fő (2022. január 1.). Peyzieux-sur-Saône Chaneins, Genouilleux, Guéreins, Mogneneins, Montceaux, Saint-Étienne-sur-Chalaronne, Valeins és Dracé községekkel határos.

## Népesség
A település népességének változása:
| Lakosok száma | 223  | 219  | 245  | 349  | 629  | 651  | 661  | 686  | 676  | 656  |
|               | 1968 | 1982 | 1990 | 2006 | 2013 | 2015 | 2017 | 2019 | 2020 | 2022 |